# Aqui, Ali, em Qualquer Lugar
| Оценки критиков | Оценки критиков |
| Источник        | Оценка          |
| --------------- | --------------- |
| Allmusic        | [ 1 ]           |

Aqui, Ali, Em Qualquer Lugar, также известный под названием Bossa 'n Beatles — альбом бразильской рок-певицы Риты Ли 2001 года. Он состоит из каверов песен The Beatles.

## Список композиций
1. «A Hard Day’s Night»
2. «With a Little Help from My Friends»
3. «Pra Você Eu Digo Sim» (If I Fell)
4. «All My Loving»
5. «Minha Vida» (In My Life)
6. «She Loves You»
7. «Michelle»
8. «Aqui, Ali, Em Qualquer Lugar» (Here, There and Everywhere)
9. «I Want to Hold Your Hand»
10. «Tudo Por Amor» (Can't Buy Me Love)
11. «Lucy in the Sky with Diamonds»
12. «Here, There and Everywhere» [*]
13. «In My Life» [*]
14. «If I Fell» [*]